# 조민규 (축구 선수)
조민규(한국 한자: 趙玟奎, 2003년 4월 30일 ~ )는 대한민국의 축구 선수로, 포지션은 골키퍼이다. 현재 K리그1 강원 FC 소속이다.

## 유소년 시절
구산중 시절 이미 189cm에 82kg라는 신체 조건을 지녔으며 팀의 주전 골키퍼로 활약하면서 팀을 서울시대회 결승자리까지 이끌었다.
강릉제일고 시절 역시 주전 키퍼로 뛰며 K리그 주니어 전기리그 무패 우승을 거두는데 공헌 했다.

## 클럽 경력
2023년 강원 FC에 입단하면서 프로 커리어를 시작하게 되었다.

## 플레이 스타일
중학교 시절 승부차기에서 강한 모습을 보였고 현재는 190cm가 넘는 키로 공중볼 처리에 강점을 보인다.

## 수상 내역

### 대회 기록
강릉제일고등학교 (2019 ~ 2021)
- K리그 주니어 전기리그 ● 우승: 2021

상지대학교 (2022)
- 강원도 협회장배 ● 우승: 2022[4]

### 개인
- 강원도 협회장배 GK상: 2022